# Diyarbakırspor
Diyarbakırspor er en tyrkisk fodboldklub fra byen Diyarbakır. Klubben spiller i 2024/25 i Tyrkiets femte række, Regional Amatørliga. Dyyarbakirspor blev stiftet i 1968 og spiller sine hjemmekampe på Diyarbakır Stadion med plads til cirke 33.000 tilskuere. 
Klubben har flere gange spillet i den bedste række, Süper Lig, senest i sæsonen 2009/10. Efter nedrykningen til 1. Lig fortsatte klubben nedturen, og sæsonen efter var klubben at finde i 2. Lig.